# Masicera usta
Masicera usta là một loài ruồi trong họ Tachinidae.